# Паметник на загиналите за свободата на Македония и Одринско (София)
Паметникът на „Загиналите за свободата на Македония и Одринско“ в София се намира в близост до ъгъла на бул. „Тодор Александров“ и бул. „Стефан Стамболов“.
Открит е на 20 април 2016 година и е дело на скулпторката Моника Игаренска, а архитект е Георги Мечанов. Височината на паметника е над 5 метра. Представлява стилизирани криле, на които са изписани имената на над 150 революционери от Македония, Беломорска и Одринска Тракия, дали живота си за свободата и обединението на България. На постамента е изписано: „Българийо, за тебе…“. Датата на откриването му – 20 април, денят на Априлското въстание, е символ на връзката между борбата и идеите на българите за свобода от времето на Априлското въстание и последвалите борби за освобождение на българите в Македония и Тракия. 
Ежегодно на християнския празник „Свети дух“ – Денят на Македония, се провежда тържествено честване пред него.
На лявата плоча са изписани:
„БМОРК - ТМОРО - ВМОРО - ВМРО
(1893 - 1934)
Александър Буйнов, ген. Александър Протогеров, Алексо Стефанов, Андон Димитров, Антон Арнаудов, Апостол Дограмаджиев, Апостол Петков, Атанас Лозанчев, Атанас Бабата, Атанас Мерджанов, полк. Атанас Янков, Аце Дорев, Аргир Манасиев, Боби Стойчев, полк. Борис Дрангов, поручик Борис Сарафов, полк. Борис Стрезов, Васил Чекаларов, Величко Велянов, полк. Владислав Ковачев, Владимир Куртев, Владо Черноземски, Георги Баждаров, Георги Занков, Георги Кондолов, Георги Мучитано, Георги Настев, подпор. Георги Папанчев, Георги Спанчевски, Георги Попхристов, Гоце Делчев, Георги Сугарев, Гьорче Петров, Дамян Груев, Деян Димитров, Димитър Арнаудов, Димитър Гюзелев, ген. Димитър Жостов, Димитър Матлиев, Димитър Чкатров, Димитър Ризов, Добри Даскалов, Дончо Лазаров, Дончо Христов, Дякон Евстатий, Евтим Полски, Ефрем Чучков, Иван Хаджиниколов, Иван Гарванов, Иван Алябака, ген. Иван Цончев, Иван Михайлов, Иванчо Карасулията, Иван Караджов, Ичко Бойчев, Илия Кушев, Йосиф Марков, Йордан Гавазов, Иван Попов, Йонко Вапцаров, Йордан Гюрков, Йордан Чкатров, ген. Йордан Венедиков, Йордан Пиперката, Кирил Дрангов, Коста Ризов, полк. Любомир Стоенчев, Кирил Пърличев, Кръстьо Българията, Костадин Молеров, Коста Тенишев, Климент Шапкарев, Кръстьо Асенов, Кръстьо Лазаров, Лазар Маджаров, Любомир Весов, Лука Иванов, Лазар Киселинчев, братя Гоце, Димитър, Сотир и Тома Кроневи, Стоян Г. Бояджиев.“
На дясната плоча са изписани:
„Лазо Лазов, проф. Любомир Милетич, Лазар Поптрайков, Лука Джеров, Михаил Герджиков, Митре Влаха, Менча Кърничева, Михаил Попето, Методи Патчев, Мише Развигоров, Михаил Чаков, Марко Лерински, Мара Бунева, Михаил Розов, Михаил Даев, Милан Матов, Мите Опилски, Наум Арнаудов, Никола Карев, проф. Никола Милев, Никола Равашола, Наум Томалевски, Никола Дечев, Петър Попарсов, Пере Тошев, Пано Арнаудов, Питу Гули, полк. Петър Дървингов, Пандо Кляшев, Панчо Михайлов, Петър Чаулев, Петър Станчев, Петър Ацев, Пандо Сидов, Парашкев Цветков, Петър Юруков, Радой Тодев, Пейо Яворов, Стамат Икономов, Стефан Матлиев, Светослав Мерджанов, Сава Михайлов, Стоян Михайловски, полк. Стефан Николов, Симеон Радев, Стойче Каров, Стойчо Кузев, Стоян Мълчанков, кап. Стоян Юрданов, Стоян Филипов, Стоян Мандалов, Славейко Арсов, Симеон Евтимов, Страхил Развигоров, поруч. Софроний Стоянов, Тодор Александров, Тома Давидов, Туше Делииванов, Трайко Китанчев, Тодор Лазаров, Тане Николов, Ташко Христов, д-р Христо Татарчев, Христо Матов, Христо Силянов, Христо Арнаудов, Христо Караманджуков, Христо Узунов, Христо Чернопеев, Христо Батанджиев, Христо Настев, Христо Чемков, Харалампи Златанов, Чудомир Кантарджиев, кап. Юрдан Стоянов, Яни Попов, Яне Сандански и хиляди други знайни и незнайни чеда на Майка България! ПОКЛОН!“